# Agostino Cacciavillan
Agostino Cacciavillan (14 tháng 8 năm 1926 - 5 tháng 3 năm 2022) là một Hồng y người Italia của Giáo hội Công giáo Rôma. Ông hiệm đảm nhận vai trò Hồng y Đẳng linh mục Nhà thờ Ss. Angeli Custodi a Città Giardino. Ông từng đảm nhận vai trò Phó Niên trưởng Hồng y đoàn trong giai đoạn từ năm 2008 đến năm 2011 trước khi chính thức nghỉ hưu.
Vốn là một thành viên của ngành ngoại giao Tòa Thánh, hồng y Cacciavillan từng đảm nhận rất nhiều các vai trò, vị trí khác nhau trong giáo triều, cụ thể, ông đảm nhận các vai trò: Quyền Sứ thần Tòa Thánh tại Kenya (1976–1981), Quyền Sứ thần Tòa Thánh tại Ấn Độ (1981–1990), Quyền Sứ thần Tòa Thánh tại Nepal (1985–1990), Quan sát viên Thường trực tại Tổ chức các Quốc gia Châu Mỹ (OAS) (1990 – 1998), Quyền Sứ thần Tòa Thánh tại Hoa Kỳ (1990–1998), Chủ tịch Văn phòng Quản trị Tài sản Tông Tòa (1998–2002). Ông được vinh thăng Hồng y năm 2001 bởi Giáo hoàng Gioan Phaolô II.

## Tiểu sử
Hồng y Agostino Cacciavillan sinh ngày 14 tháng 8 năm 1926, tại Novale, Italia. Sau quá trình tu học dài hạn tại các cơ sở chủng viện theo quy định của Giáo luật, ngày 26 tháng 6 năm 1949, Phó tế Cacciavillan, 23 tuổi, tiến đến việc được truyền chức linh mục. Tân linh mục là thành viên linh mục đoàn Giáo phận Vicenza.
Sau hơn 26 năm thi hành các công việc mục vụ trên cương vị và thẩm quyền của một linh mục, ngày 17 tháng 1 năm 1976, Tòa Thánh ra thông báo loan tin Giáo hoàng đã quyết định tuyển chọn linh mục Agostino Cacciavillan, 50 tuổi, gia nhập Giám mục đoàn Công giáo Hoàn vũ, với vị trí được bổ nhiệm là Tổng giám mục Hiệu tòa Amiternum, kiêm nhiệm chức danh Quyền Sứ thần Tòa Thánh tại Kenya. Lễ tấn phong cho vị giám mục tân cử được tổ chức sau đó vào ngày 28 tháng 2 cùng năm, với phần nghi thức truyền chức chính yếu được cử hành cách trọng thể bởi 3 giáo sĩ cấp cao, gồm vụ chủ phong là Hồng y Jean-Marie Villot, Quốc vụ khanh Tòa Thánh, Nhiếp chính Giáo hội Công giáo Rôma; hai vị giáo sĩ khác, trong vai trò phụ phong, gồm có Tổng giám mục Duraisamy Simon Lourdusamy, Tổng Thư ký Thánh bộ Loan báo Phúc Âm cho các Dân tộc và Giám mục Carlo Fanton, Giám mục phụ tá Giáo phận Vicenza. Tân giám mục chọn cho mình khẩu hiệu IN VIRTUTE DEI.
Sau 5 năm đảm nhiệm vai trò của Quyền Sứ thần Tòa Thánh tại Kenya, Tòa Thánh quyết định thuyên chuyển Tổng giám mục Cacciavillan đảm nhiệm vai trò Quyền Sứ thần Tòa Thánh tại Ấn Độ. Thông tin về việc bổ nhiệm được công bố cách rộng rãi vào ngày 9 tháng 5 năm 1981. Tòa Thánh bổ nhiệm ông kiêm nhiệm thêm vai trò Sứ thần Tòa Thánh tại Nepal. Tin bổ nhiệm Tổng giám mục Cacciavillan vào vị trí mới được Tòa Thánh công bố cách rộng rãi vào ngày 30 tháng 4 năm 1985. Sau 9 năm, nhiệm vụ của ông tại Ấn Độ và Nepal kết thúc bằng quyết định từ Tòa Thánh bổ nhiệm ông làm Quan sát viên Thường trực tại Tổ chức các Quốc gia Châu Mỹ (OAS), từ năm 1990 và Quyền Sứ thần Tòa Thánh tại Hoa Kỳ từ ngày 13 tháng 6 năm 1990.
Sau 8 năm đảm nhiệm vai trò của Quan sát viên Thường trực tại Tổ chức các Quốc gia Châu Mỹ và Quyền Sứ thần Tòa Thánh tại Hoa Kỳ, Tòa Thánh quyết định thuyên chuyển Tổng giám mục Agostino Cacciavillan về công tác tại Giáo triều Rôma, cụ thể bổ nhiệm làm Chủ tịch Văn phòng Quản trị Tài sản Tông Tòa. Thông cáo bổ nhiệm chức vụ mới này được Tòa Thánh công bố cách rộng rãi vào ngày 5 tháng 11 năm 1998.
Bằng việc tổ chức Công nghị Hồng y năm 2001 vào ngày 21 tháng 2, Giáo hoàng Gioan Phaolô II đã vinh thăng Tổng giám mục Agostino Cacciavillan tước vị danh dự của Giáo hội Công giáo Rôma là tước Hồng y. Tân Hồng y thuộc phẩm trật Hồng y Đẳng Phó tế và Nhà thờ hiệu tòa được chỉ định là Nhà thờ f Ss. Angeli Custodi a Città Giardino. Ông đã đến cử hành các nghi thức nhận nhà thờ Hiệu tòa của mình vào ngày 21 tháng 4 cùng năm.
Ngày 1 tháng 10 năm 2002, Tòa Thánh chấp thuận đơn xin hồi hưu của ông, vì lý do tuổi tác, theo Giáo luật. Ngày 21 tháng 2 năm 2011, ông được thăng Đẳng Hồng y Linh mục.
Ông qua đời ngày 5 tháng 3 năm 2022.